# Everard Hanse
Everard Hanse (mort le 31 juillet 1581) est un prêtre martyr catholique anglais, qui fut exécuté pendant le règne d'Élisabeth Ire.

## Biographie
Né dans une famille passée à l'Anglicanisme il reçoit une bonne éducation à Cambridge mais vit dans le luxe. Tombé gravement malade il est invité à réformer sa vie par son propre frère, un ministre anglican. Guéri, non seulement il décide de se changer mais aussi choisit de se faire catholique et prêtre. Abandonnant sa forturne il se rend secrètement sur le continent et est inscrit au collège anglais de Douai alors délocalisé pour un temps sur Rheims en 1580 où il reçoit l'ordination l'année suivante. 
De retour en Angleterre son ministère est de courte durée. Il est capturé alors qu'il se rendait déguisé à la prison de Marshalsea pour y visiter les prisonniers catholiques, ce sont ses chaussures de fabrication étrangère qui le trahirent. Sous la question il avoue être prêtre catholique. Il est alors enfermé à la Prison de Newgate. À la suite d'un procès baclé et malgré les protestations de l'Ambassadeur d'Espagne, il est condamné à mort pour haute trahison. Il est exécuté selon la méthode d'exécution réservée aux traîtres à savoir pendaison, éviscération et écartèlement,

## Béatification
Everard Hanse est béatifié avec les cinquante-quatre martyrs anglais par le pape Léon XIII le 29 décembre 1886. Sa mémoire est célébrée le 31 juillet. On retrouve aussi son nom dans la liste des martyrs de Douai.